# Vicente Locaso
Vicente Locaso (Buenos Aires, Argentina; 12 de enero de 1909 - 4 de abril de 1994) fue un futbolista argentino que se desempeñó como delantero en River Plate, Huracán y Gimnasia y Esgrima La Plata de su país. Entró en la historia de River Plate por ser quien convirtió el primer gol de la era profesional para esa institución en 1931, en la primera fecha del torneo, en un partido contra Atlanta, jugado el 31 de mayo. Luego de su retiro futbolístico se recibió de Contador Público Nacional en 1942, y en el 1946, se titula de Doctor en la Facultad de Ciencias Económicas de la Universidad de Buenos Aires. 

## Trayectoria
Debutó en River Plate el 26 de agosto de 1928 ante Sportivo Barracas en la victoria por 2-1, en la cual convirtió un gol. En 1931 al implementarse el profesionalismo en Argentina, Locaso comenzó la temporada de 1931 como titular junto a Carlos Peucelle, el uruguayo Pedro Lago, Emilio Castro y Pedro Marassi. Lo fue hasta el 9 de agosto de ese año cuando en un partido ante Vélez Sarsfield, una seria lesión de doble fractura de tibia y peroné en la pierna izquierda le truncó la carrera. A fines de esa temporada jugó su último partido oficial en River en una caída ante Boca Juniors 0-3, el 6 de enero de 1932. Recibió el pase en su poder y decidió probar suerte en Huracán y en Gimnasia y Esgrima de La Plata, pero su lesión apenas le permitió jugar. 

## Clubes
| Club                    | País      | Año       |
| ----------------------- | --------- | --------- |
| River Plate             | Argentina | 1928-1932 |
| Huracán                 | Argentina | 1932      |
| Gimnasia y Esgrima (LP) | Argentina | 1933      |